# Муллино (Удмуртия)
Муллино — деревня в Юкаменском районе Удмуртии, в составе Ертемского сельского поселения.

## География
Улицы:
- Тополиная

## Население
Численность постоянного населения деревни составляет 24 человека (2007).